# تخلف نفسي حركي
التَخَلُّف النَفسِي الحَرَكِي هو اضطراب عقلي سلوكي يتضمن تباطؤ في التفكير وقلة الحركات البدنية في الفرد، فقد يُسبب تباطؤًا واضحًا في ردود الفعل البدنية والعاطفية، والتي تتضمن الكلام والوجدان.
يحدث هذا المرض بشكلٍ شائغ في الأشخاص المصابين بالاضطراب الاكتئابي، كما يحدث في مرحلة الاكتئاب في الاضطراب ذو الاتجاهين، حيثُ يرتبط مع الآثار الجانبية (الضائرة) لبعض الأدوية مثل البنزوديازيبين. في حالات المرضى المحجوزين في المستشفى، قد يتطلب هذا الاضطراب زيادةً في الرعاية التمريضية لضمان توفير كميةٍ كافية من الطعام والسوائل والرعاية الشخصية. في حالات التخلف النفسي الحَركي يصعب الحَصول على موافقة مستنيرة للعلاج.[بحاجة لمصدر]

## الأسباب
- اضطرابات نفسية: الفصام، الاضطراب الاكتئابي، الاضطراب ذو الاتجاهين وغيرها.
- اضطرابات علم النفس: اضطراب الأكل، اضطراب مزاجي، اضطراب القلق وغيرها.
- الأدوية النفسية (إذا تم تناولها بطريقةٍ غير مُناسبة أو جرعةٍ زائدة أو ممزوجةٍ بالكحول).
- مرض باركنسون.[7]

## أمثلة
من الأمثلة على التخلف النفسي الحركي ما يلي:
- صعوبة غير قابلة للتفسير في تنفيذ ما يُعتبر عادةً «تلقائية» أو «دنيوية» من مهامِ الرعاية الذاتية للأشخاص الأصحاء (أي بدون مرض اكتئابي) مثل أخذ حمام، وارتداء الملابس، والاستعداد الذاتي، والطبخ، وتنظيف أسنان الشخص وممارسته.
- صعوبة بدنية في القيام بالأنشطة التي عادةً ما تتطلب قدرًا ضئيلًا من التفكير أو الجهد، مثل السير على الدرج، أو النهوض من السرير، أو إعداد وجبات الطعام، أو تنظيف الأطباق عن المائدة، أو الأعمال المنزلية أو المكالمات الهاتفية العائدة.
- المهام التي تتطلب التنقل فجأةً (أو تدريجيًا) ولا يمكن تفسيرها تبدو «مستحيلة». تتأثر عادة الأنشطة مثل التسوق، وزيارة محلات البقالة، ورعاية الاحتياجات اليومية لأطفال الشخص وتلبية متطلبات الوظيفة أو المدرسة.
- الأنشطة التي تتطلب عادةً مجهود عقلي ضئيل قد تُصبح صعبة. غالبًا ما يكون من الصعب التأكد من دفتر الشيكات، أو إعداد قائمة تسوق أو اتخاذ قرارات بشأن المهام الدنيوية (مثل تحديد المهام التي يجب القيام بها).

في مرض الفصام، قد يختلف مستوى النشاط من تخلف نفسي إلى هياجان، حيثُ سيعاني المريض من فتراتٍ من الفوضى وعدم الاستجابة، وفي اللحظة التالية يكون الشخص نشطًا ومليئًا بالطاقة.

## التسمية
يَستعمل البعض مُصطلح تأخر نفسي حركي بدلًا من تخلف نفسي حركي(بالإنجليزية: Psychomotor retardation)‏، وذلك لتجنب الوصمة المُرتبطة بكلمة «تَخَلُف».
هُناك تسميات أُخرى لهذا الاضطراب، ومنها:
- التخَلف الفِكري والعملي[10]
- تبطُّؤُ الفِعل والفِكر.[11]
- العلة النفسية الحركية أو الاختلال النفسي الحركي (Psychomotor impairment).
- التباطؤ النفسي الحركي (Psychomotor slowing).